# Flexeiras (ort)
Flexeiras är en ort i Brasilien.   Den ligger i kommunen Flexeiras och delstaten Alagoas, i den östra delen av landet, 1 500 km nordost om huvudstaden Brasília. Flexeiras ligger 132 meter över havet och antalet invånare är 7 782.
Terrängen runt Flexeiras är kuperad åt sydväst, men åt nordost är den platt. Runt Flexeiras är det ganska glesbefolkat, med 36 invånare per kvadratkilometer.. Det finns inga andra samhällen i närheten.
Omgivningarna runt Flexeiras är en mosaik av jordbruksmark och naturlig växtlighet.